# Matthias Akiander
Matthias Akiander, född 29 juni 1802 i Jäskis, död 2 augusti 1871 i kolera i Helsingfors, var en finländsk historiker och språkvetare. 

## Biografi
Akiander blev student vid Kejserliga Akademien i Åbo, 1822. Efter att högskolan flyttats till Helsingfors år 1827 sökte sig Akiander dit och tjänstgjorde först som skollärare, sedan som lektor i ryska vid universitetet. I detta språk blev han 1853 extra ordinarie och 1862 ordinarie professor. Från sistnämnda befattning avgick han som emeritus år 1867.
Akiander var en av initiativtagarna till Finska litteratursällskapet. En kortare tid var hand dess sekreterare och åren 1868–1870 dess ordförande. Efter hans död testamenterades hans tillgångar dels till inrättande av folkskolor, dels till stipendier vid universitetet.